# 苏联共产党俄罗斯共产主义工人党
苏联共产党俄罗斯共产主义工人党（俄语：Российская коммунистическая рабочая партия в составе Коммунистическая партия Советского Союза，羅馬化：Rossiyskaya kommunisticheskaya rabochaya partiya v sostave Kommunisticheskoy partii Sovetskogo Soyuza，缩写为，RKRP-KPSS）是俄罗斯的一个共产主义政党。该党成立于2001年10月27日，由俄罗斯共产主义工人党和俄罗斯共产党人党合并而成，当时取名为俄罗斯共产主义工人党—共产党人革命党。2012年4月，该党改用现名。同年12月4日，该党参与创建了俄罗斯联合劳动阵线。它的创始人是维克托·秋利金。它的青年翼是革命共产主义青年联盟（布尔什维克）。该党是左翼阵线、2001年成立的苏联共产党以及共产党和工人党国际会议的成员。2007年5月，该党有5万名成员。